# Manoir du Mont-Gâteau
Le manoir du Mont-Gâteau est une demeure, des XVe – XVIe siècle, qui se dresse sur le territoire de la commune française de Ceton, dans le département de l'Orne, en région Normandie. L'édifice est partiellement inscrit au titre des monuments historiques.

## Localisation
Le manoir est situé au lieu-dit Le Grand Mont-Gâteau sur la commune de Ceton, dans le département français de l'Orne.

## Historique
La maison forte des XVe – XVIe siècle est citée depuis le XIVe siècle.

## Description
Le manoir se présente sous la forme d'un logis rectangulaire flanqué d'une tour polygonale à usage d'escalier sur l'un des grands côtés. Aux deux étages supérieurs de la tour est accrochée une poivrière sur console.

## Protection
Le logis, les façades et les toitures de la grange sont inscrits au titre des monuments historiques par arrêté du 6 juillet 1992.